# Kessab
Kessab (arabisch كسب Kasab, armenisch Քեսապ Kesab) ist eine syrische Kleinstadt im Gouvernement Latakia im Nordwesten des Landes mit etwa 3500 Einwohnern. Die Bevölkerung ist seit mehr als tausend Jahren mehrheitlich armenisch. Außerdem leben dort Alawiten. Vom Bürgerkrieg in Syrien blieb die Stadt lange verschont, wurde aber nach einem türkisch gestützten Angriff der al-Nusra-Front, Ansar al-Din und Ansar asch-Scham von diesen am 24. März 2014 eingenommen und geplündert, nachdem ein Großteil der Bevölkerung geflohen war. Nach der Befreiung des Ortes durch die syrische Armee am 15. Juni 2014 kehrte ein Teil der geflohenen Armenier zurück. Die Einwohner werden auch als Kessabtzi bezeichnet.

## Lage und Klima
Kessab liegt 3 km südlich der türkischen Grenze und 17 km vom Mittelmeer entfernt an den Hängen des Kasios-Bergs oder Dschabal al-Aqra auf 750 m Höhe. Die Hafenstadt Latakia ist 59 km entfernt. Nach der Volkszählung von 2004 hatte Kessab 1754 Einwohner, doch waren es mit den umliegenden Dörfern 2500.
Umliegende, ebenfalls armenisch geprägte Dörfer sind Duzaghaj (Nab' al-Murr), Esguran, Sev Aghpyur (as-Sachra), Chinar (al-Dilbeh), Chakaljek, Keorkeuna, Ekizolukh (Nab'ain), Baghjaghaz (al-Mushrifeh), Karadouran (al-Samra), Karadash und das verlassene Dorf Bashord, dessen 65 Bewohner 1947 das Land in Richtung Sowjetarmenien verließen.
In der Umgebung der Kleinstadt befinden sich die Merge Bashord (857 m), Dyunag (1008 m), Dapasa (1006 m), Chalma (995 m) und Sildran (1105 m) im Westen sowie al-Nisr (851 m) im Süden. Der mit Abstand höchste Berg der Region, der Kasios-Berg (armenisch Կասիոս լեռը), arabisch Dschabal al-Aqra (جبل الأقرع ‚Kahler Berg‘) im Norden, liegt an der Grenze zur Türkei, wobei der 1709 m hohe Gipfel ganz auf türkischer Seite ist. In der Antike wurde er als Heiligtum des Zeus verehrt.
Das Städtchen hat ein trockenes Klima und ist von Kiefernwäldern umgeben, weshalb es von Syrern benachbarter Städte, insbesondere aus Aleppo und Latakia, als Sommerfrische geschätzt wird.

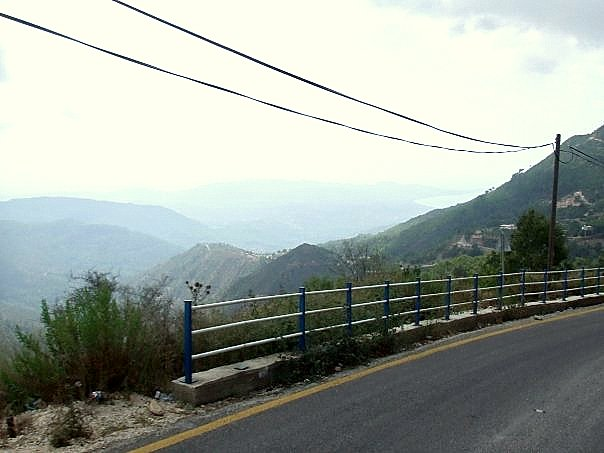
Bergpass Baghjaghaz und die Anhöhen des Berges Sildran

## Geschichte
Kessab ist eine seit dem Mittelalter armenisch besiedelte Ortschaft, die auf die Zeit des Königreichs Kleinarmenien zurückgeht. Die Ortschaft wurde in der Zeit des Ersten Kreuzzuges erwähnt, als Herzog Belmont I. der Familie Peters des Einsiedlers das Gebiet von Kasbisi überließ. Der Ortsname Kasab oder Kessab ist auf das alte Kasbisi, Cassembella oder den vulgärlateinischen Namen Casa Bella („Schönes Haus“) zurückzuführen.

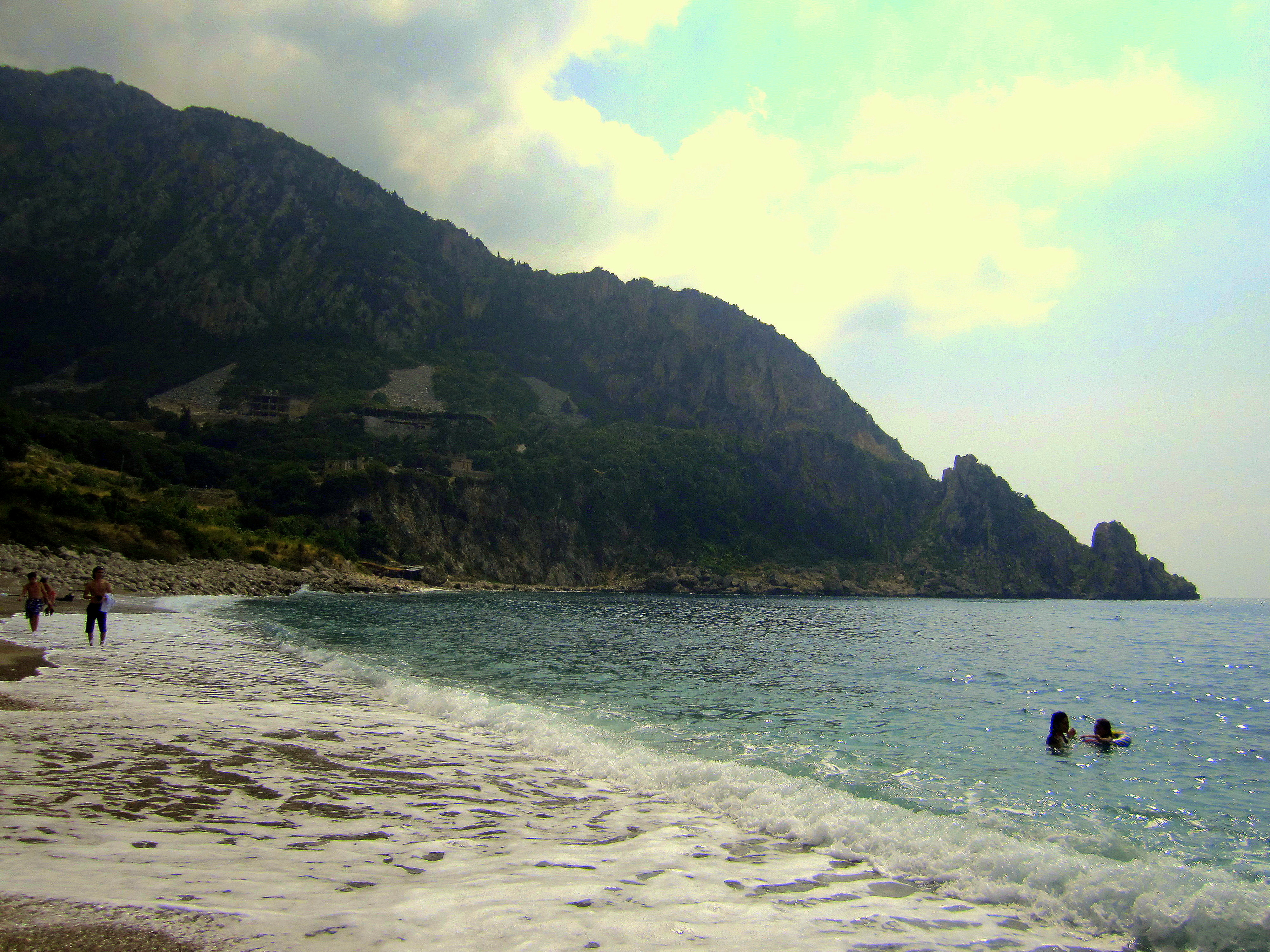
Der Mittelmeerstrand von Karadouran an der syrisch-türkischen Grenze

### Von den Anfängen bis 1900
Untersuchungen des armenischen Linguisten Hagop Cholakian von 2009 über die historischen armenischen Dialekte deuten darauf hin, dass die armenischen Siedler, die an der Südgrenze des Königreichs Kleinarmenien die Ortschaft Kasbisi gründeten, ebenso wie die Armenier in Alexandretta und Seleukia Pieria aus der Gegend von Antiochia am Orontes stammten. Um der Verfolgung durch die Mamluken und Osmanen zu entgehen, wanderten im 14. und 15. Jahrhundert zunehmend Armenier in die bergige Region von Kessab und des nördlich gelegenen Moses-Bergs (Musa Dagh) ein. Die ersten armenischen Flüchtlinge kamen in die Gegend von Esguran, von wo aus sie bergauf zogen und das heutige Kessab gründeten, das so zu einem regionalen Zentrum wurde und weitere Flüchtlinge anzog.
In den 1850er Jahren kamen nach Kessab Missionare der evangelischen und der katholischen Kirche, was bei den Vertretern der örtlichen armenisch-apostolischen Kirche zu Verärgerung führte. Die Protestanten und die Katholiken gründeten eigene Primar- und Sekundarschulen, mit denen sie den Bildungsstand der Bevölkerung heben konnten. Um das Jahr 1900 hatte Kessab eine rein armenische Bevölkerung von 6000 Menschen mit mehr als 20 Schulen, die von drei rivalisierenden Kirchen betrieben wurden.

### 20. Jahrhundert
Bei den Massakern von Adana im April 1909, denen im Vilâyet Adana 20.000 bis 30.000 Armenier zum Opfer fielen, wurden in Kessab, das zum Vilâyet Aleppo gehörte, 161 Menschen ermordet und viele Sachgüter zerstört. Der Katholikos Sahak I. Khabaian besuchte danach Kessab.

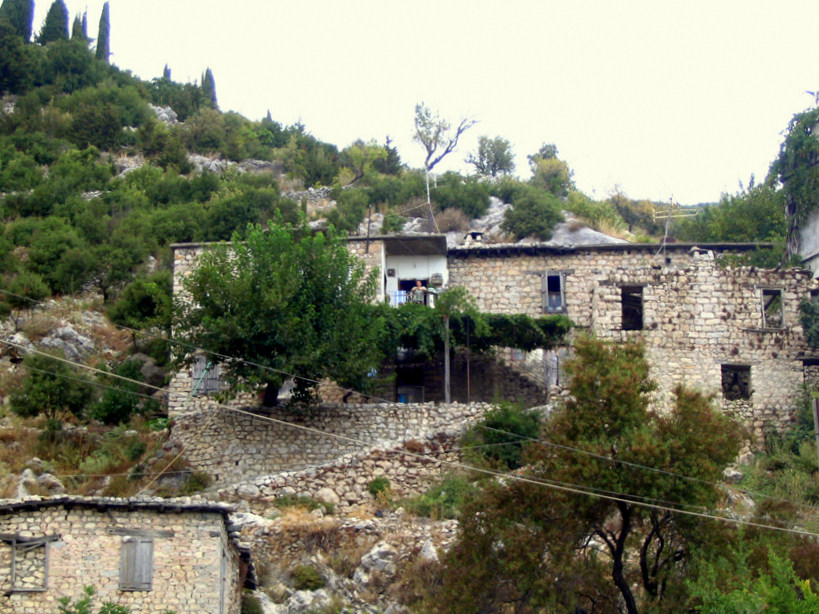
Traditionelles armenisches Haus in Kessab

Der Völkermord an den Armeniern nahm im Gebiet von Kessab am 26. Juli 1915 seinen Anfang mit dem Befehl, die Einwohner innerhalb von 5 Tagen zu deportieren. Obwohl es Pläne gab, Widerstand zu leisten und sich in den Bergen von Dounag bei Karadouran zu verschanzen – mit teilweiser Rückendeckung des Karadouraner Priesters Bedros Papoujian-Aprahamian –, misslang deren Ausführung. Die Armenier wurden von Karadouran aus in zwei Wüstengegenden getrieben: zum einen in Richtung Deir ez-Zor (Der Zor) und zum anderen südwärts nach Jordanien. Dabei starben fast 5000 Armenier. Einige starben in Dschisr asch-Schughur, weitere in Hama oder Homs, andere wiederum auf dem Weg nach Damaskus oder Jordanien. Die meisten Deportierten starben in der Wüste von Der Zor. Nach dem Waffenstillstand von 1918 kehrten die Überlebenden aus Kessab in ihre Heimat zurück, was bis 1920 dauerte. Die Bewohner östlicher und nördlicher Gebiete der Region Kessab lebten weiterhin in Angst, denn es gab Überfälle von Banditen aus benachbarten türkischen Ortschaften. Eine Miliz von 40 armenischen Freiwilligen aus Kessab schlug mehrere Angriffe von Banditen zurück. Mit dem Einmarsch der Franzosen in Kessab 1922 beruhigte sich die Situation.
Am 5. Juli 1938 marschierte die türkische Armee in Übereinkunft mit der französischen Mandatsmacht in den Sandschak Alexandrette einschließlich Kessab ein und errichtete den Staat Hatay. Etwa 50.000 Flüchtlinge aus dem Gebiet, darunter 22.000 Armenier und 8000 orthodoxe Christen, fanden Unterkunft im verbliebenen Syrien und Libanon. Am 23. Juni 1939 wurde die Regierung von Hatay aufgelöst und das Gebiet der Türkei angeschlossen. Vertreter der Armenier in Paris, der Kardinal Gregorio Pietro Agagianian und der päpstliche Vertreter in Syrien und Libanon Remi Leprert erreichten jedoch, dass ein großer Teil des Gemeindegebiets von Kessab mit armenischer Bevölkerung einschließlich der Stadt selbst vom türkischen Gebiet abgetrennt wurde und bei Syrien verblieb. Die Annexion des Sandschak von Alexandretta durch die Türkei erwies sich dennoch als ökonomisches Desaster für die Armenier von Kessab: Der Kasios-Berg mit den Äckern, Viehweiden und Lorbeerplantagen vieler Bewohner von Kessab wurde den Türken überlassen. Ebenso ging das Kloster Barlum verloren, in dem traditionell alljährlich im August das Fest der Heiligen Muttergottes (Surp Asdvadzadzin) gefeiert wurde und von dem heute nur noch eine stark verfallene Ruine übrig ist. Der Verlust der Ländereien hatte zur Folge, dass in den folgenden Jahren etliche Armenier – insbesondere Bauern und Hirten aus der Umgebung Kessabs – fortzogen. 1947 nutzten zahlreiche Dorfbewohner die Einladung der Regierung der Armenischen SSR, ins sowjetische Armenien auszuwandern. Allein aus dem Dorf Karadouran, wo 2011 noch 45 Familien wohnten, waren dies 800 Personen.

### Syrischer Bürgerkrieg

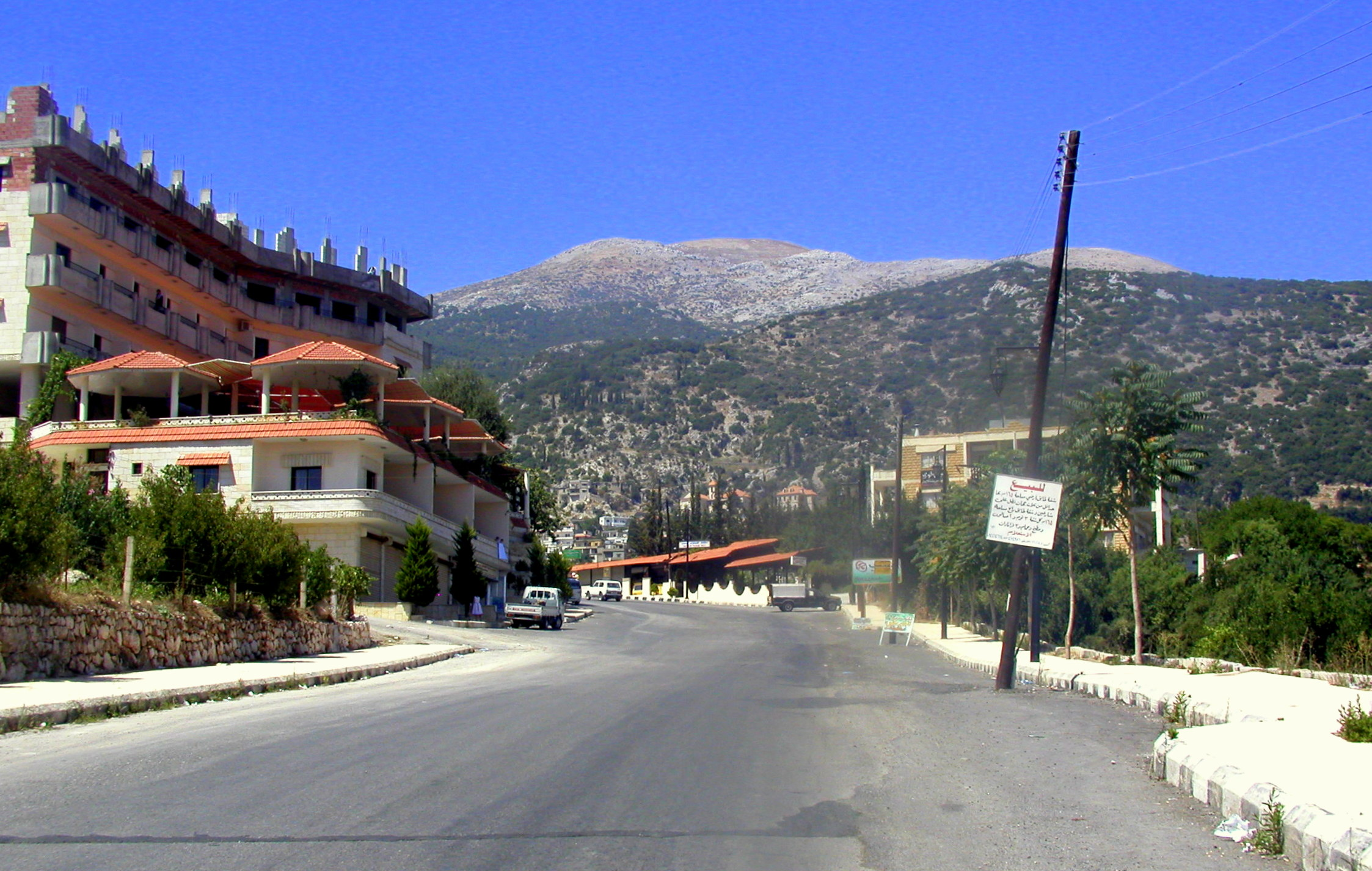
Kessab mit dem Kasios-Berg im Hintergrund

In den Morgenstunden des 21. März 2014 wurden Kessab und die Dörfer seiner Umgebung von Einheiten der islamistischen al-Nusra-Front – einem Ableger von al-Qaida –, Harakat Scham al-Islam und Ansar asch-Scham angegriffen. Angehörige der armenischen Bürgerwehr von Kessab berichteten, dass die türkischen Grenzeinheiten den Angreifern Platz machten, um ihnen einen direkten Vorstoß von türkischem Territorium aus zu ermöglichen, und dass verwundete islamistische Kämpfer in türkischen Lazaretten versorgt wurden. Mehmet Ali Ediboğlu, türkischer Parlamentsabgeordneter der CHP, besuchte das Gebiet einige Tage später und berichtete, Dorfbewohner auf der türkischen Seite hätten ihm mitgeteilt, dass Tausende islamistischer Kämpfer die Grenze von der Türkei aus an fünf Punkten überschritten hätten, um Kessab anzugreifen, wobei sie vom türkischen Grenzort Gözlekçiler gekommen seien. Journalisten wurden daran gehindert, sich Gözlekçiler anzusehen. Auch Ediboğlu wurde von den türkischen Soldaten nicht an die Grenze gelassen, doch berichtet er, dass er Dutzende Autos mit syrischen Kennzeichen gesehen habe, die ununterbrochen Terroristen von der Militärstraße zwischen Gözlekçiler und dem türkischen Armeestützpunkt Kayapinar transportierten. Die Zivilbevölkerung Kessabs und seiner umliegenden Dörfer flüchtete oder wurde evakuiert, wobei die meisten nach Latakia gebracht wurden. Viele kamen dort in Räumlichkeiten der Kirche der Heiligen Muttergottes und der zugehörigen Schule unter. Am 23. März schossen türkische Düsenjäger einen syrischen Düsenjäger ab, der im Gebiet von Kessab abstürzte. Während die türkische Seite behauptete, das Flugzeug habe den türkischen Luftraum verletzt, verneinte dies die syrische Regierung; der türkische CHP-Abgeordnete und Oppositionsführer Kemal Kılıçdaroğlu erklärte, das syrische Flugzeug habe der Aufklärung gedient und der Abschuss sei Teil eine Plans der türkischen Regierung, einen Krieg mit Syrien zu provozieren, um die Aufmerksamkeit von Korruptionsskandalen um den türkischen Staatspräsidenten Recep Tayyip Erdoğan und seine Partei AKP abzulenken. Die Journalistin Amberin Zaman berichtete über an die Öffentlichkeit gelangte Tonaufnahmen des türkischen Außenministers Ahmet Davutoğlu, in denen er Möglichkeiten diskutiert, wie ein Krieg mit Syrien provoziert werden könne.

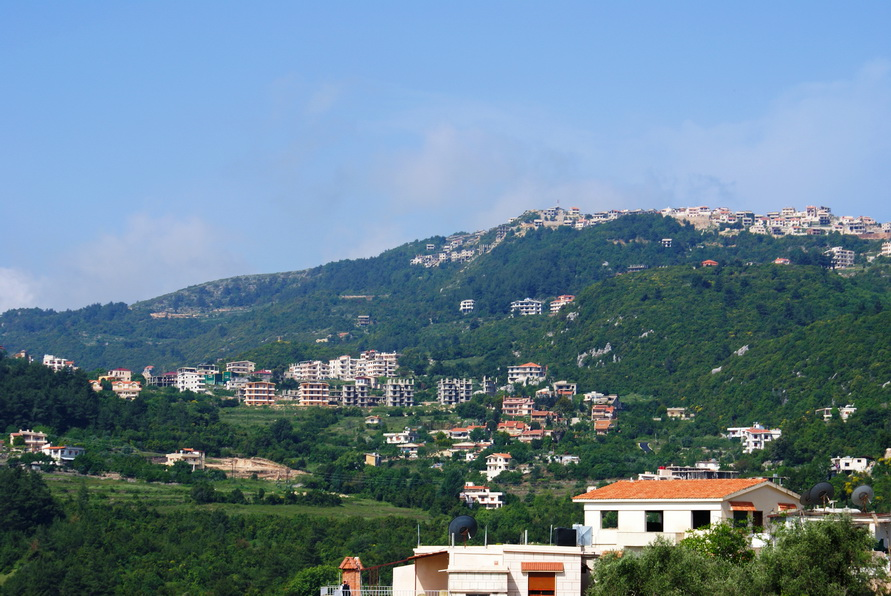
Region Kessab im Juni 2013

Auf Anfrage des US-Kongressabgeordneten der Demokraten Adam Schiff bei einer parlamentarischen Befragung am 2. April 2014 erklärte die US-amerikanische UNO-Botschafterin Samantha Power, Kessab sei eine „Angelegenheit größter Sorge“. Der Abgeordnete Schiff merkte an, dass viele der Betroffenen Nachkommen von Opfern des Völkermords an den Armeniern seien und es besonders schmerzlich sei, dass sie in dieser Weise nun wieder Zielscheibe geworden seien.
Am 3. April 2014 erklärte die armenische Diaspora-Ministerin Hranush Hakobyan, dass 38 in Kessab zurückgebliebene Armenier von den Islamisten gefangen genommen worden seien. Von diesen seien 24 später freigelassen worden, doch 3 seien in die Türkei verschleppt worden und befänden sich in Vakıflı am Moses-Berg, dem letzten überwiegend armenischen Dorf auf türkischem Territorium. 670 armenische Familien seien rechtzeitig aus Kessab geflohen, von denen etwa 400 in Latakia untergekommen seien. Die armenischen Kirchen in Kessab seien geschändet und ihre Kreuze entfernt worden; ebenso sei das Dorf geplündert worden. Ebenfalls am 3. April bezeichnete Ruben Melkonyan, Prodekan des Fachbereichs Orientstudien der Staatlichen Universität Jerewan, die Vorgänge als Genozid und erklärte, die armenische Gemeinde von Kessab werde sich hiervon kaum erholen.

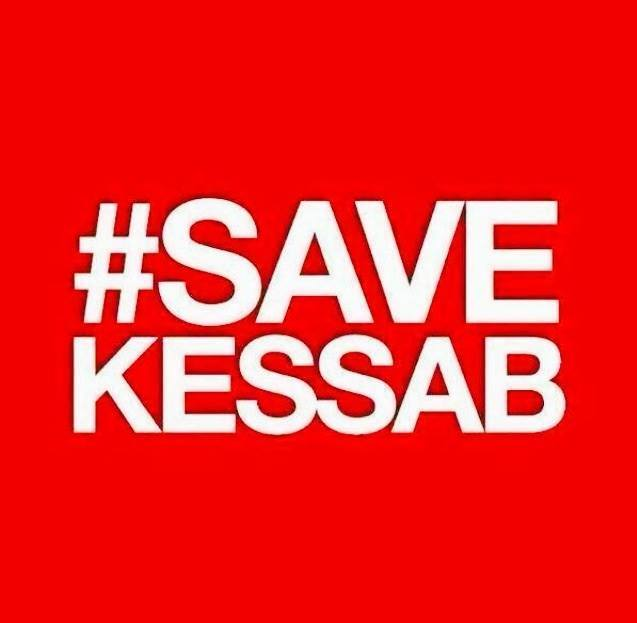
Save Kessab – Kampagne für die Rettung der von Islamisten besetzten Stadt

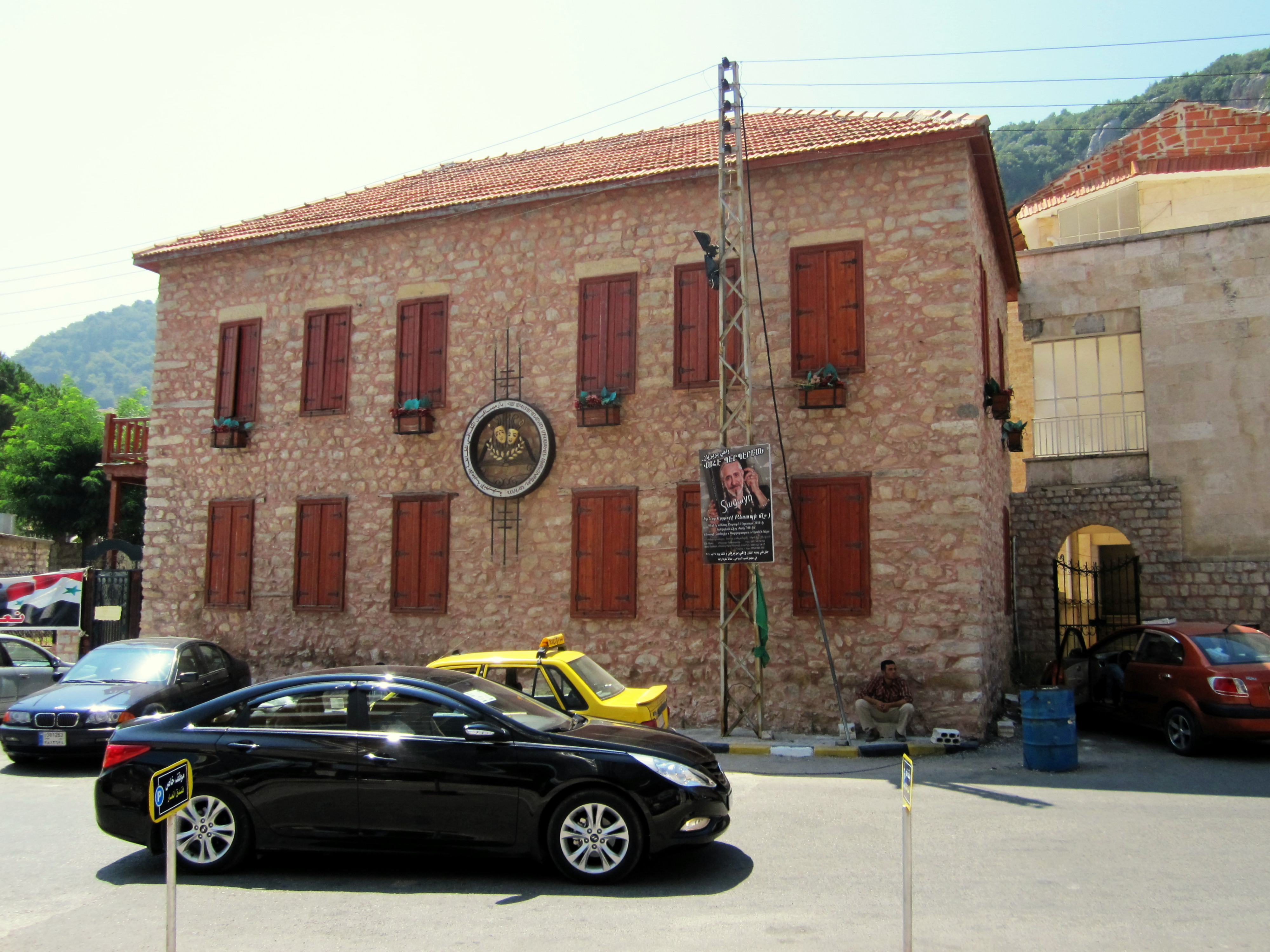
Armenisches Kulturzentrum Misakian in Kessab vor der Zerstörung

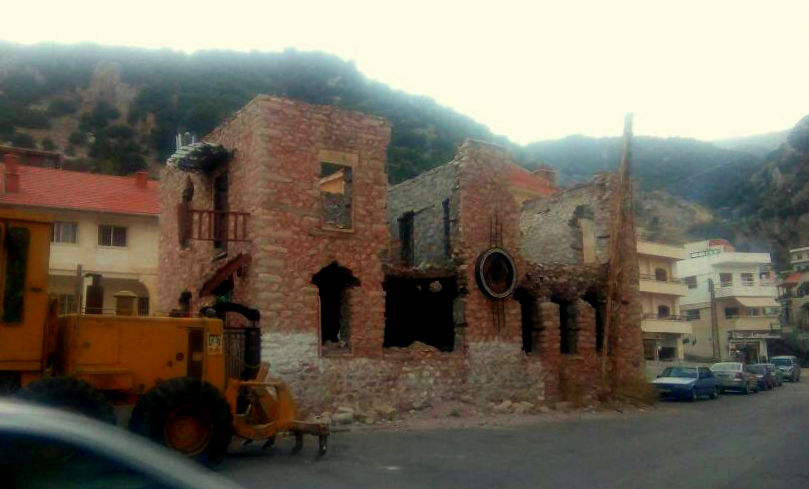
Armenisches Kulturzentrum Misakian in Kessab, zerstört von Islamisten im März 2014, Zustand im August 2017

Obwohl Kessab mit etwa 4000 Einwohnern nur einen kleinen Anteil der syrischen Armenier ausmacht, hat es für die armenische Diaspora als Ort kontinuierlicher armenischer Besiedlung seit dem Mittelalter, der bereits zweimal durch Türken begangene Massaker und einen Völkermord erlebt hatte, eine große symbolische Bedeutung. Die Besetzung des Städtchens durch Islamisten löste eine große Kampagne in den sozialen Medien und Demonstrationen zur Rettung der Stadt aus (Save Kessab).
Am 15. Juni 2014 gelang es der syrischen Armee, Kessab und Umgebung zurückzuerobern und so wieder die Kontrolle über die Grenze mit der Türkei zu erlangen, wobei sie auch von Angehörigen einer in Aleppo aufgestellten 17.000 Mann starken armenischen Miliz sowie Hisbollah-Einheiten unterstützt wurde. Am folgenden Tag kehrten etwa 250 der 670 geflohenen Familien nach Kessab zurück. Journalisten und Bewohner von Kessab berichteten, dass die armenisch-katholische Kirche, die evangelischen Kirchen und das evangelische Kulturzentrum Misakyan von den Islamisten niedergebrannt worden waren. Am 25. Juli 2014 wurde die Kirche der Heiligen Muttergottes in Karadouran wieder geweiht, und am 27. Juli 2014, dem Wardawar-Tag, fand unter sehr großer Beteiligung der erste Gottesdienst seit der islamistischen Okkupation statt.
Nach Angaben des Bürgermeisters Sebukh Kurkcuyan ist die Zahl der Einwohner Kessabs von 4000 Einwohnern im Jahre 2011 auf 2500 im Jahre 2016 gefallen. Ein Teil der Kessabtzis lebe derzeit noch in Latakia oder in Damaskus, manche auch in einem der Nachbarländer. Nach Kurkcuyans Einschätzung haben die meisten ihre Heimat nur zeitweilig verlassen, um für den Wiederaufbau ihrer Häuser und Geschäfte in Kessab anderswo ihr Geld zu verdienen. Auch für die Wiederherstellung der zu einem Viertel niedergebrannten Agrarflächen würden mindestens zehn Jahre benötigt. Eine Reihe von Gebäuden in der Stadt, darunter mehrere Kirchen, sind bereits rekonstruiert; an anderen wird derzeit gebaut.

## Wirtschaft und Kultur
Die Bevölkerung Kessabs und der umliegenden Dörfer lebt großenteils von der Landwirtschaft. Die Armenier dieser Gegend sprechen einen eigenen Dialekt des Westarmenischen, der auch in der jungen Generation noch in Gebrauch ist.
Traditionell wächst im Sommer die Bevölkerung in Kessab meist erheblich, insbesondere im August, wenn hier viele Armenier Mariä Himmelfahrt feiern. Auch armenische Pfadfinder besuchen traditionell im Sommer häufig Kessab.
In den 1990er Jahren erlebte die Stadt einen Bauboom, in dessen Verlauf einige Hotels und Luxushäuser entstanden. Darüber hinaus wurden in der Zeit die Kirchen renoviert.
Die Stadt ist für ihre hochwertige Lorbeerseife sowie ihre Äpfel bekannt.

## Bildungseinrichtungen
Im Jahre 2017 gab es in Kessab folgende Schulen:
- Armenische Nationale Oberschule Ousumnasirats Miatsyal, gegründet 1933 als Primarschule. 1962 wurde die 1848 gegründete Schule der Armenischen Apostolischen Kirche mit der Ousumnasirats-Schule vereinigt. 2002 wurde die Ousumnasirats Miatsyal um eine Sekundarschule erweitert, die eine Ausbildung bis zur 12. Klasse bietet (staatliches syrisches Baccalaureat).
- Armenische Evangelische Schule Nahadagats Miatsyal, in Betrieb seit 1849 mit mehreren Unterbrechungen, insbesondere in den Jahren des Völkermords.
- Armenische Katholische Schule der Guten Hoffnung, in Betrieb seit 1864 mit mehreren Unterbrechungen, insbesondere in den Jahren des Völkermords.
- Öffentliche Schule von Kessab, staatliche Oberschule, eröffnet 1960.

## Bevölkerung
Die Bevölkerung des Unterdistrikts (nhayiah) Kessab wird im Jahre 2017 auf etwa 2500 geschätzt, davon etwa 80 % Armenier und etwa 20 % arabische Alawiten.

## Gotteshäuser

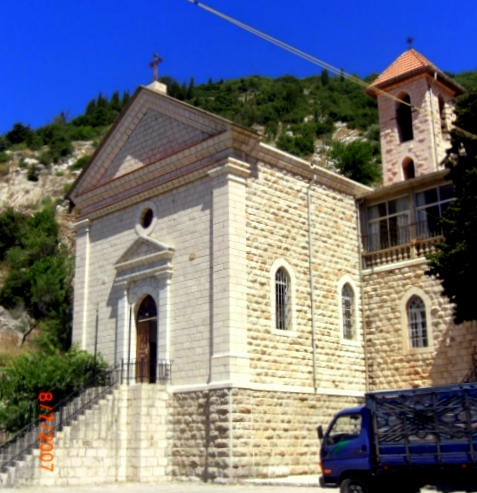
Armenische Katholische Kirche Erzengel Sankt Michael

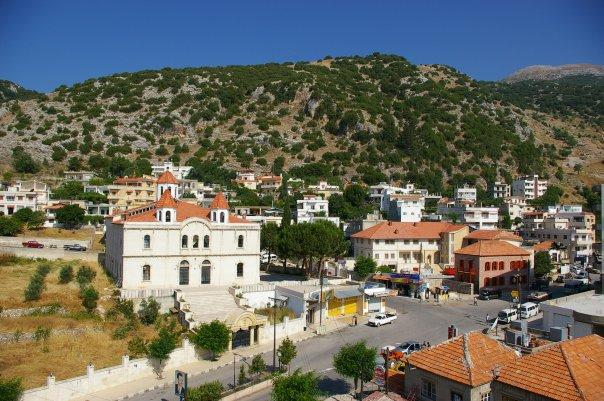
Armenische Evangelische Kirche der Heiligen Dreifaltigkeit, evangelische Schule und Kulturzentrum Misakian

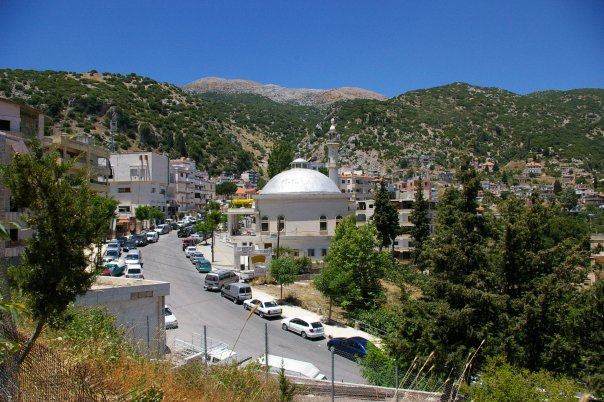
Alawitische Moschee in Kessab

In der Stadt Kessab stehen 3 armenische Kirchen:
- Armenische Apostolische Kirche der Heiligen Muttergottes, deren Baujahr und Zeitpunkt der Konsekration unbekannt sind. Laut Tradition wurde die Kirche in der Zeit des Königreichs Kleinarmenien errichtet, das von 1080 bis 1375 existierte. Eine Inschrift in der Kirche erwähnt eine Renovierung, die 1880 stattfand.
- Armenische Evangelische Kirche der Heiligen Dreifaltigkeit, eröffnet 1909 und renoviert 1997. Sie wurde beim Angriff der islamistischen Jabhat al-Nusra schwer beschädigt. Im Juli 2017 wurde die Kirche nach längeren Rekonstruktionsarbeiten wieder eröffnet.
- Armenische Katholische Kirche Erzengel Sankt Michael, eröffnet 1925.

Darüber hinaus steht in der Stadt eine alawitische Moschee, die Anfang der 1970er Jahre errichtet wurde.
In den benachbarten armenischen Dörfern stehen folgende Kirchen:
- Armenische Apostolische Kirche Sankt Stephan (Surp Stepanos) in Karadouran, erbaut 909. Sie ist die älteste erhaltene armenische Kirche in Syrien. Sie wurde 1987 von der armenisch-französischen Organization "Yergir yev Mshaguyt" („Land und Kultur“) renoviert.
- Armenische Apostolische Kirche der Heiligen Muttergottes (Surp Astvatsatsin) in Karadouran, eröffnet am 18. Oktober 2009 durch Katholikos Aram I. von Kilikien.[29] Die neue Kirche ist ein Ersatz für einen Vorgängerbau, der 1890 errichtet, 1942 zerstört und 1950 erneuert wurde, Anfang des 21. Jahrhunderts aber einzustürzen drohte.[30]
- Armenisch-Evangelische Kirche in Keorkeuna, eröffnet 1899.
- Armenisch-Evangelische Kirche in Karadouran, eröffnet 1908 und renoviert 1986.
- Armenisch-Evangelische Kirche Emmanuel in Ekizolukh, eröffnet 1911 als kleine Kapelle und renoviert 1956.
- Armenisch-Katholische Kirche und Konvent Unserer Lieben Frau der Himmelfahrt in Baghjaghaz, eröffnet 1890 und renoviert 2003.
- Griechisch-Orthodoxe Kirche Unserer Lieben Frau in Esguran, erbaut zwischen 1990 und 2002, um eine alte griechische Kapelle zu ersetzen, die von der türkischen Armee Anfang der 1980er Jahre zerstört wurde.
- Griechisch-Katholischer Klosterkomplex von Karadash.

## Söhne und Töchter der Stadt
- Karekin Sarkissian (1932–1999), Oberster Katholikos der armenischen apostolischen Kirche
- Vartan Kechichian (1933–2017), armenisch-katholischer Koadjutorbischof von Osteuropa